# 핏펫
핏펫(Fitpet)은 반려동물 토탈 헬스케어 기업이다 대표이사 고정욱이며 본사는 서울시 강남구 테헤란로107길6 2층에 위치해 있다. 동화약품을 포함, 기관투자자들로부터 약 900억원을 투자받았다 NH투자증권을 주관사로 코스닥 상장을 준비중이다.

## 같이 보기
- 동화약품

## 참고문헌
1. ↑  김홍철, Hi-Start-Up 핏펫 반려동물 토탈 헬스케어 기업 도약 … 다양한 서비스 제공, 2023.02.27
2. ↑  박윤호, 오늘의CEO  고정욱 핏펫 대표 "반려동물 망라한 메가 헬스케어 플랫폼 목표" 전자신문, 2021-05-12
3. ↑  이권구, 핏펫, 280억 규모 브릿지 라운드 투자 유치 완료, 팜뉴스, 2023.06.14
4. ↑  문영중, 동화약품, 반려동물 기업 ‘핏펫’에 50억 투자, 후생신문, 2023/03/21
5. ↑  조정현, 핏펫, 투자 혹한기에도 280억 유치… 반려동물 토탈 헬스케어 미래 밝다, 금융경제,  2023.06.14
6. ↑  반려동물 헬스케어 '핏펫', IPO 위해 NH투자증권과 대표주관계약 체결, 비석세스